# Empire Earth II
Empire Earth II est un jeu vidéo de stratégie en temps réel développé par Mad Doc Software et publié par Vivendi Universal en 2005. Il est la suite de Empire Earth. Dans ce second opus, vous retracez l'histoire de l'humanité de la préhistoire au futur, le but étant toujours de détruire ses ennemis. Le jeu comporte 12 civilisations ayant chacune leurs avantages et des unités uniques suivant l'avancement de la civilisation. Le principe de base est le même : amasser des ressources pour arriver à la victoire.

## Changement par rapport à Empire Earth
L'une des avancées les plus visibles par rapport à son prédécesseur est l'addition des territoires. La carte est partagée en territoires que le joueur peut renommer à sa guise. Le nombre de bâtiments par territoire est limité (deux forteresses par exemple). Cette restriction oblige le joueur à conquérir de nombreux territoires pour trouver les ressources nécessaires au développement de la civilisation. Pour annexer un territoire, le joueur doit y construire un centre ville, qui remplace le capitole du premier jeu.
Les graphismes ont été considérablement améliorés (reflets des nuages sur l'eau, ombres des unités...). On ne peut plus zoomer à hauteur des personnages, ce qui offrait une vue subjective très intéressante. La météo et les saisons font leur apparition, la météo peut varier au cours du jeu et selon les saisons (nuages en été et neige en hiver). Des événements météorologiques intenses peuvent apparaître (cyclone tropical ou blizzard) ce qui ralentit et affaiblit les unités. Mais la météo est aussi une variante des régions climatiques, autre innovation, ainsi il pleuvra plus dans un climat tropical alors que le blizzard sera changé en tempête de sable dans un climat désertique, pour finir il ne neigera que dans les régions au climat tempéré. Il existe aussi des régions pour les civilisations comme nouvelle innovation donnant au fil des périodes et également des merveilles. Par exemple les orientaux pourront dans l'époque moderne construire une industrie de robotique, alors que les occidentaux pourront construire le Parthénon dans la préhistoire. Il apparait aussi un écran de contrôle général accessible pour les missions, l'affectation des citoyens et aussi les plans de bataille.

## Système de jeu
On dénombre 15 époques :
- 1 Age de pierre (-3500 / -2200)
- 2 Age de l'étain (-2200 / -1500)
- 3 Age du bronze (-1500 / -500)
- 4 Age du fer (-500 / 400)
- 5 Bas empire (400 / 900)
- 6 Moyen Âge (900 / 1458)
- 7 Renaissance (1500 / 1610)
- 8 Age des lumières (1610 / 1750)
- 9 Age impérial (1750 / 1850)
- 10 Age moderne (1850 / 1910)
- 11 Age industriel (1910 / 1935)
- 12 Age atomique (1935 / 1965)
- 13 Age numérique (1965 / 2025)
- 14 Age génétique (2025 / 2080)
- 15 Age synthétique (2080 / 2150)

On observe l'apparition d'arbres fruitiers permettant de produire de la nourriture de manière illimitée, tout en permettant l'emploi de nombreux citoyens pour la récolte des fruits. Limitée seulement par la place autour de l'arbre !
On retrouve certaines ressources traditionnelles, tels le bois, la pierre, l'or, la nourriture et des ressources spéciales que sont l'étain, le fer, le salpêtre, le pétrole et l'uranium dont l'utilisation est limitée à certaines âges.
Au niveau des ressources traditionnelles, on remarquera que les sites d'extraction ont une production illimitée. Le bois n'est pas une ressource illimitée, mais le fait que chaque arbre vaille 1400 unités de bois compense largement ce fait. Bien évidemment les sites de chasse et de pêche ne sont pas illimités. Dans ce second opus, la pêche a une place moins importante, car il y peu de sites, et que le développement des sites de pêches coûtera plus cher et sera moins rentable, que des fermes ou l'exploitation d'arbres fruitiers. La pêche devient donc plus un bonus de nourriture qu'une source fiable. Quant à la chasse, elle est optionnelle et l'on peut remporter une partie sans jamais y avoir recours.
Les ressources spéciales apparaitront et disparaitront par rapport à l'époque de façon à n'en avoir que deux à la fois. Par exemple l'uranium n'apparait qu'à l'époque Moderne (Époque 13). Les ressources obsolètes seront vendues automatiquement contre de l'or.
Les ressources spéciales sont débloquées progressivement, en fonction de l'avancement technologique de façon à n'en avoir que deux à chaque époque (sauf lors des 4 premières époques, ou l'étain est la seule ressource disponible)
Les ressources, une fois obsolètes, sont inutilisables (et leurs sites d'extraction sont désactivés, mais gardent leur apparence). Elles seront automatiquement revendues au prix du marché. Lorsque les ressources spéciales ne sont pas encore découvertes, elles ont l'apparence de tas de cailloux. Dès qu'une civilisation atteint le niveau technologique requis pour l'utiliser, elle devient visible pour tous.

### Récompenses et bonus
Atout important, le joueur peut gagner des couronnes qui sont au nombre de trois et qui permettent d'avoir temporairement un bonus. La couronne permet d'obtenir un grand chef, qui permet d'obtenir des bonus selon l'époque et la catégorie (économique, militaire, impériale).
Les trois couronnes sont :
- La couronne économique : qui peut apporter un bonus sur le ramassage des ressources, ou une baisse du coût des unités, ou un apport de citoyens gratuitement (appelé Immigration). Pour la gagner, il faut avoir plus de bâtiments économiques, plus de citoyens, avoir amassé le plus de ressources et avoir recherché toutes les technologies économiques (de l'époque).
- La couronne impériale : Elle donne de nombreux bonus, elle augmente la production de points de recherche, elle accélère les unités terrestres (Célérité), elle permet de gagner des bonus de ressource sur les navires coulés (Piraterie), une augmentation de la portée de tir. Elle permet aussi, pendant qu'on la possède, de gagner des territoires non adjacents au sien simplement en implantant un hôtel de ville (pouvoir passif), alors qu'autrement, il faudrait construire une forteresse. Pour la gagner, il faut avoir de nombreuses routes, de nombreux bâtiments, beaucoup de ressources et de territoires, et avoir recherché toutes les technologies impériales (de l'époque).
- La couronne militaire : Elle donne des bonus à certaines classes d'unités ou aux défenses statiques des points de vie et des dégâts supplémentaires, le bonus est à choisir en fonction du style du joueur. Pour la gagner, il faut tuer beaucoup d'ennemis, avoir une grosse armée, beaucoup de bâtiments militaires et avoir recherché toutes les technologies militaires (de l'époque).

Toutes les couronnes ne durent que 300 secondes, après ce délai, la couronne est remise en jeu.
Les merveilles sont au nombre de 9 (12 avec l'extension), il y a 3 merveilles par civilisation, et une par époque (Préhistoire, Moyen Âge, Ère Moderne), de plus, chaque civilisation possède une unité spéciale pour cette période.
Les merveilles apportent un bonus important, elles sont destructibles et reconstructibles même si l'époque est supérieure (on peut toujours construire le Parthénon a l'Ère Moderne).

### Pouvoirs Spéciaux
Les pouvoirs spéciaux sont des pouvoirs qui permettent pendant un moment, d'activer un bonus, chaque bonus change en fonction de l'époque et des civilisations. Ils durent au début 60 secondes et mettent 300 secondes à recharger, cette durée est permutable avec les recherches effectuées.

### Éditeur de carte
Il y a un éditeur de carte. Mais créer une carte intéressante est extrêmement long surtout si on choisit d'en réaliser une grande. En effet les bâtiments ne sont pas indiqués lors de leurs placement, et la vue isométrique empêche de les pivoter.

## Accueil
| Empire Earth II       |      |       |
| Média                 | Pays | Notes |
| Canard PC             | FR   | 7/10  |
| Computer Gaming World | US   | 4/5   |
| GameSpot              | US   | 80 %  |
| IGN                   | US   | 54 %  |
| Jeuxvideo.com         | FR   | 15/20 |
| Joystick              | FR   | 6/10  |
| Compilations de notes |      |       |
| Metacritic            | US   | 79 %  |